# 애니콜 V600
《애니콜 가로본능2》는 삼성전자에서 2005년 3월에 출시한 휴대 전화이며, 모델 기기는 SCH-V600, SPH-V6000, SPH-V6050이 있다.
이 기기는 가로본능폰의 후속 기종이다.

## 기능

### 카메라
100만 화소(1152*864)까지 지원되며, 연속 및 분할 촬영, 동영상 촬영, 사진 합성 기능을 지원한다.

### June VOD
SCH-V600은 June VOD 서비스를 지원하며, VOD 시청과 MP3 음악 재생을 할 수 있다.

## 참조
1. ↑  “세티즌 : SCH-V600 전문가리뷰 5”. 2020년 8월 13일에 원본 문서에서 보존된 문서. 2012년 7월 25일에 확인함.
2. ↑  “세티즌 : SCH-V600 전문가리뷰 6”. 2020년 8월 13일에 원본 문서에서 보존된 문서. 2012년 7월 25일에 확인함.